# Shadow of a Doubt (téléfilm)
Cet article concerne le remake de Karen Arthur. Pour le film original, voir L'Ombre d'un doute.
Pour plus de détails, voir Fiche technique et Distribution.
Shadow of a Doubt est un remake sorti en 1991 à la télévision  du film d’Alfred Hitchcock L'Ombre d'un doute (Shadow of a Doubt).

## Fiche technique
- Réalisation : Karen Arthur
- Scénaristes : Thornton Wilder, Sally Benson et la femme d’Hitchcock, Alma Reville d’après une histoire de Gordon McDonell. À noter que les répliques et le scénario de Shadow of a Doubt sont exactement les mêmes, ainsi que les plans du film d’Alfred Hitchcock.
- Production: Universal Pictures
- Durée: 100 min.

## Distribution
- Mark Harmon : Charles
- Margaret Welsh : Charlie
- Norm Skaggs : Gary
- William Lanteau : Henry
- Rick Lenz (en) : Herb
- Diane Ladd : Emma
- Tippi Hedren : Mrs. Mathewson
- Shirley Knight : Mrs. Potter
- Margaret Webb
- Sydney Walker : Mr. Granville
- Bianca Rose : Midge Newton
- Seth Smith : Bobby Newton
- Michael Wisley : Rick
- Fran Lish : Mrs. Granville
- Olivia Charles : Miss Clayborne

## Synopsis
Traqué, Charlie Oakley se réfugie chez sa sœur, où il retrouve sa nièce, qui porte le même prénom que lui, et qui lui voue une profonde admiration. Deux hommes le surveillent de près, semant le doute dans l'esprit de la jeune fille qui finit par le suspecter d'être un tueur de vieilles dames...

## Autour du film
- Le téléfilm est un remake du film d’Alfred Hitchcock L'Ombre d'un doute, réalisé en 1941.
- L’une des actrices fétiches d’Alfred Hitchcock, Tippi Hedren, héroïne des Oiseaux et de Pas de printemps pour Marnie du maître, apparaît dans le rôle de Mrs. Mathewson.